# Droit de la preuve civile au Québec
Les règles de preuve en droit civil québécois sont prévues au Livre septième du Code civil du Québec et complétées par d'autres dispositions législatives, notamment le Code de procédure civile. 
Le principe veut que le fardeau de la preuve incombe à celui qui veut faire établir un fait ou un droit (2803 C.c.Q.). Sauf exception, ce fardeau est déchargé au civil lorsque la preuve apportée est suffisamment convaincante pour rendre l'existence d'un fait plus probable que son inexistence (art. 2804 C.c.Q.). C'est le degré probatoire de la prépondérance de la preuve, moins sévère que la preuve en matière pénale qui doit être hors de tout doute raisonnable. 

## Qualité de la preuve
Sauf exception, la preuve qu'on entend produire doit répondre à la règle de la meilleure preuve, c'est-à-dire qu'elle doit être la plus fiable possible. Par exemple, la preuve d'un contrat écrit doit être faite par la production du document écrit, et non pas par un témoignage (art. 2860, al. 1 C.c.Q.). « Il y a lieu d'aller à la source même des faits en vue de les introduire en preuve au dossier, sans se contenter d'un reflet de ceux-ci. Les éléments introduits en preuve doivent être fiables et doivent revêtir la plus grande force probante possible.»

## Moyens de preuve
Le droit civil québécois prévoit cinq moyens de preuve (art. 2811 C.c.Q.). L’écrit, le témoignage et l’élément matériel constituent des moyens de preuve directs. L’aveu et la présomption, quant à eux, sont des moyens indirects car ils ne peuvent être établis qu'en ayant recours aux moyens de preuve directs.

### Preuve par écrit

#### Acte authentique
Le premier type de preuve littérale que l’on retrouve au Code civil est l’acte authentique, qui consiste en un acte juridique ayant été reçu, avec les formalités requises par la loi, par un officier public compétent (2813 C.c.Q.). 
À l'égard de tous, l’acte qui présente les apparences de la forme authentique fait preuve de sa passation et de son contenu (2813, 2818, 2819 C.c.Q.) sans vérification préalable d’écriture. Il suffit donc de déposer le document au tribunal pour qu’il acquière sa pleine force probante.

#### Acte semi-authentique
L'acte semi-authentique équivaut globalement à un acte authentique émanant d'une autorité étrangère. Le Code civil prévoit deux définitions : l'acte qui émane d'un officier public étranger compétent (2822 C.c.Q.) et la procuration sous seing privé établie hors du Québec lorsqu'elle est certifiée par un officier public compétent qui a vérifié l'identité et la signature du donneur d'ordre (2823 C.c.Q.).

#### Acte sous seing privé
L'acte sous seing privé est un écrit portant la signature des parties, constatant un acte juridique (2826 C.c.Q.) et dont l'écriture a besoin d'être vérifiée (ou « reconnue »). Il s'agit pour l'essentiel des actes qui ne sont soumis à aucun formalisme sauf la signature.

#### Écrit d'entreprise
L'écrit d'entreprise consiste en un écrit non signé, habituellement utilisé dans le cours de l'activité d'une entreprise, qui constate un acte juridique. Par exemple, la comptabilité, un livre de commerce, une facture et un « coupon de caisse » constituent des écrits d'entreprise.
Celui qui invoque un écrit d'entreprise doit toujours faire la preuve de sa confection (2835 C.c.Q.). Une fois la confection prouvée, l'écrit d'entreprise fait preuve de son contenu (2831 C.c.Q.).
L'écrit d'entreprise peut être contesté par tous moyens (2836 C.c.Q.). À noter que l'article 2863 C.c.Q., prohibant la contradiction d'un acte instrumentaire par certains moyens, est inapplicable à l'écrit d'entreprise.

#### Écrit pur et simple
L'écrit pur et simple est une notion large qui englobe tout autre écrit qui n'a été rédigé pour servir de preuve ni ne constate un acte juridique (2832, 2833, 2834 C.c.Q.). Il peut s'agir par exemple de lettres missives, de registres et papiers domestiques ou de télécopies.
Dans tous les cas, celui qui invoque un tel écrit doit prouver sa confection (2835 C.c.Q.). 
Sauf dans quelques cas précis, l'écrit pur et simple dont la confection est établie ne pourra faire preuve de son contenu que contre son auteur. Ainsi, l'écrit qui rapporte un fait peut être admis à titre de témoignage ou d'aveu, dans les cas où ces moyens de preuve sont admissibles selon le livre de la preuve (2832 C.c.Q.). 
Cependant, dans quelques cas spécifiques, certains simples écrits peuvent faire preuve de leur contenu à l'égard de tous, et non seulement contre leur auteur. I
La contestation de tous ces écrits se fait par tous moyens (2836 C.c.Q.).

### Témoignage
En droit civil québécois, le témoignage direct (ou ex propriis sensibus) consiste en la déclaration d’une personne, le témoin, qui relate les faits qu’elle a personnellement vus ou entendus (2843 C.c.Q.). Toutefois, le témoin peut émettre son opinion lorsque celle-ci consiste en des observations personnelles. Par exemple, un témoin pourrait exprimer au tribunal son opinion sur l’état d’ébriété d’un individu.  
La valeur probante à accorder à un témoignage est laissée à la libre appréciation du juge (2845 C.c.Q.). Le juge évaluera la crédibilité du témoin et la qualité de son témoignage en se fondant sur plusieurs critères.
La preuve testimoniale peut être contestée par tous moyens.

#### Ouï-dire
Le ouï-dire est un témoignage indirect (par personne interposée, ou per relationem) qui porte sur des faits qu’une partie en litige souhaite introduire en preuve mais dont elle n’a pas été personnellement témoin. En d’autres termes, il s’agit de rapporter une déclaration que le témoin a entendu dire par un tiers et dont on connaît l’existence seulement parce que ce tiers l’avait partagée. 
Je sais que X a volé une voiture, car Y me l’a dit.
La définition du témoignage écarte implicitement le ouï-dire, car le témoin doit avoir constaté personnellement les faits qu’il rapporte. Le témoin doit comparaître en personne à l’instance (279 C.p.c.), prêter serment (277 C.p.c.) et se soumettre au contre-interrogatoire (280 C.p.c.). Toutes ces exigences confirment cette prohibition.
Le témoignage peut aussi être une déclaration d'un témoin expert par laquelle ce dernier peut émettre son opinion sur les faits mis en preuve (2843 C.c.Q.). Une telle preuve testimoniale s'appelle une expertise. 
Une déclaration sous serment qui est acceptée à titre de témoignage dans certaines situations (4 litt. a, 294 C.p.c.). Elle répond aux mêmes règles que le témoignage quant à l'appréciation de sa force probante et la prohibition du ouï-dire (2843, 2844, 2845 C.c.Q.).

### Élément matériel
Un élément matériel consiste en un objet, ou dans la représentation sensorielle d'un objet, d'un fait ou d'un lieu (2854 C.c.Q.). Il s'agit évidemment d'un moyen de preuve direct, au même titre que l'écrit ou le témoignage.
L'élément matériel est recevable selon les règles prévues pour prouver l'objet, le fait ou le lieu qu'il représente (2868 C.c.Q.). Pour prouver un fait, l'élément matériel sera donc généralement recevable, car la preuve de tout fait pertinent au litige peut être faite par tous moyens (2857 C.c.Q.). Cependant, la présentation d'un élément matériel ne permet pas de faire indirectement ce que l'on ne peut pas faire directement. « On pourrait imaginer le testament oral enregistré sur vidéo cassette dont la preuve serait prohibée puisque le testament requiert un écrit ou, encore, la preuve par le même moyen d'un contrat verbal dont la preuve testimoniale serait prohibée». Ainsi, la présentation d'un élément matériel ne peut contrevenir à la prohibition du ouï-dire.
Pour mettre en preuve un élément matériel, il faut d'abord en prouver l'authenticité (2855, 2874 C.c.Q.). Sa force probante est laissée à l'appréciation du tribunal (2856 C.c.Q.). L'élément matériel peut être contesté par tous moyens.

### Présomption
Moyen indirect de preuve, la présomption consiste en une conséquence que la loi ou le tribunal tire d'un fait connu à un fait inconnu (2846 C.c.Q.). Il existe des présomptions légales et des présomptions de fait.
Toute présomption est recevable lorsque les moyens en établissant les faits générateurs sont eux aussi recevables. Il faut donc se référer aux règles des moyens de preuve directs vus ci-haut pour évaluer la recevabilité de la présomption.

### Aveu
L'aveu est la reconnaissance d'un fait de nature à produire des conséquences juridiques contre son auteur (2850 C.c.Q.). Il peut être judiciaire ou extrajudiciaire.